# Irrompibles
Irrompibles es el noveno álbum de estudio de la banda argentina  Los Auténticos Decadentes, publicado el 8 de abril de 2010.

## Lista de canciones
| N.º | Título                            | Letras                               | Música                                            | Duración |  |
| 1.  | «Irrompibles»                     |                                      | Guillermo Eijo, Daniel Zimbello y Pablo Rodríguez | 0:25     |  |
| 2.  | «Los machos»                      | Gustavo Parisi y Pablo Franceschelli | Parisi, Franceschelli y Claudio Carrozza          | 3:51     |  |
| 3.  | «Tribus urbanas»                  | Fidel Nadal, Parisi y Martín Lorenzo | Lorenzo, Parisi y Carrozza                        | 3:16     |  |
| 4.  | «Distrito Federal»                | Lorenzo                              | Lorenzo                                           | 2:59     |  |
| 5.  | «La fórmula»                      | Diego Demarco                        | Demarco                                           | 2:48     |  |
| 6.  | «Festival de rock»                | Parisi, Lorenzo y Joaquín Levinton   | Agustín della Croce, Levinton, Lorenzo y Parisi   | 2:51     |  |
| 7.  | «La ciudad de infinitas avenidas» | Jorge Serrano                        | Serrano                                           | 3:50     |  |
| 8.  | «Jopito»                          | Eduardo Trípodi y Lorenzo            | Trípodi y Lorenzo                                 | 3:58     |  |
| 9.  | «Cultura disco»                   | Parisi y Franceschelli               | Parisi y Franceschelli                            | 3:48     |  |
| 10. | «Vos y el viento»                 | Gastón Bernardou                     | Bernardou                                         | 3:28     |  |
| 11. | «Siempre igual»                   | Serrano                              | Serrano                                           | 3:50     |  |
| 12. | «A.O.E.»                          | Gustavo Montecchia y Franceschelli   | Trípodi, Lorenzo y Parisi                         | 3:35     |  |
| 13. | «La paloma y el gavilán»          | Trípodi                              | Lorenzo y Trípodi                                 | 3:00     |  |
| 14. | «En cada puerto»                  | Bernardou, Alfredo Vargas y Parisi   | Bernardou, Vargas y Parisi                        | 3:19     |  |
| 15. | «Otra vez a viajar»               | Lorenzo                              | Lorenzo, Pablo Milberg y Serrano                  | 3:29     |  |

## Cortes de difusión
- 2010: Los Machos
- 2010: Distrito Federal
- 2010: Tribus Urbanas (con Fidel Nadal)
- 2011: La Fórmula